# クラウスベンゼン
クラウスベンゼン（英: Claus' benzene）は、化学式C6H6の仮説上の炭化水素であり、ベンゼンの異性体である。ベンゼンの構造がまだ論争中であった1867年にベンゼンのあり得そうな構造としてアドルフ・カール・ルートヴィヒ・クラウスによって提唱された。この分子は炭素が六角形の角に位置し、それぞれの炭素が隣合う2つの炭素と反対側の向かい合う1つの炭素と結合した構造をしている。高いひずみエネルギーにより合成は不可能である。